# 出雲機場
出雲機場（日语：／ Izumo kūkō */?），位於島根縣出雲市，屬第三種機場。因附近的出云大社在传说中是结缘之神的居所而有「出雲結緣機場」（出雲縁結び空港）的愛稱。

## 航空管制
| 種類 | 電波頻率          |
| ---- | ----------------- |
| RDO  | 122.7MHz,126.2MHz |

航空管制國土交通省大阪航空局出雲空港出張所擔當

## 航空保安無線設施
| 局名      | 種類 | 電波頻率  | 識別信號 |
| 出雲      | VOR  | 113.4MHz  | XZE      |
| 出雲      | DME  | 1168.0MHz | XZE      |
| 出雲R/W25 | ILS  | 111.7MHz  | IXZ      |

## 航空公司與航點
| 航空公司           | 目的地                        |
| ------------------ | ----------------------------- |
| 日本航空（JL）     | 東京/羽田 季節性：札幌/新千歲 |
| 日本空中通勤（JC） | 大阪/伊丹、福岡、隱岐         |
| 富士夢幻航空（JH） | 名古屋/小牧、靜岡、神戶       |

## 巴士交通
- 出雲-出雲空港線（出雲一畑交通）
  - 出雲市駅・体育館前-上成橋-大津小学校前-富-直江駅入口-斐川西中入口-小原-直江町東-斐川役場前-斐川東中入口-出雲空港
- 大社-出雲空港-玉造線（出雲一畑交通）
  - 出雲大社・出雲大社前駅-出雲空港
  - 出雲大社・出雲大社前駅←出雲空港←玉造温泉
- 松江-出雲空港線（松江一畑交通）

## 外部連結
- 官方網站 （页面存档备份，存于）（日語）
- 出雲機場管理事務所 （页面存档备份，存于）（日語）
- 國土交通省大阪航空局介紹（页面存档备份，存于）（日語）